# 派氏矛麗魚
派氏矛麗魚，為輻鰭魚綱鱸形目隆頭魚亞目慈鯛科的其中一種，分布於南美洲巴西Trombetas河上游流域，體長可達17.8公分，棲息河川中底層水域，生活習性不明。

## 擴展閱讀
維基物種上的相關：派氏矛麗魚